# タルボット
タルボット（Talbots、タルボッツ）は、アメリカの衣料品小売店チェーン、衣料品ブランド、もしくはそれらの運営会社の名称。かつてはイオングループに属していた。

## タルボット
タルボット社（The Talbots, Inc.NYSE: TLB）は、 マサチューセッツ州を拠点とするアメリカ合衆国の衣料品販売会社である。創業は1947年であり、順次店舗網を拡大してきた。
1988年には、イオン（USA）社（ニューヨーク市）に買収されてイオングループ入りし、以降長らくイオンの孫会社として、イオングループの米国事業の中心的な役割を担ってきた。2006年5月には衣料品ブランド「J. Jill」を展開するジェイ・ジル・グループ社（J. Jill Group, Inc、マサチューセッツ州）を買収し、100%子会社とした。ジェイ・ジル買収後のグループ規模は、買収直後の2006年末の時点で、全米47州、ワシントンD.C.、イギリス、カナダで合計1,364店舗に達した（そのうち1125店舗が「Talbots」、239店舗が「J. Jill」店舗）。
イオン本社からも貸付を受けるなど経営支援を受けていたが、業績の不振・赤字が続き、イオングループ全体の業績を圧迫し悪化させる一因ともなっていた。経営合理化策として、2006年に買収した「ジェイ・ジル」ブランドを買収からわずか3年後の2009年に（方針発表は2008年11月）、約75億円でアメリカの投資会社に売却してタルボットブランドに経営資源を集中させる策がとられた。また、イオングループ全体の経営改革策として、2009年12月にはタルボット社自体を売却する方針が示され、2010年4月7日付でイオンUSAが保有していた2,900万株のタルボット社株式をタルボットに譲渡するとともに、イオンとイオンUSAが行っていた貸付金あわせて4億8,649万4,000ドルの全額回収が完了した。
商品は店舗での販売のほか、カタログ販売、インターネット販売も行われていた。商品構成は婦人用衣服が中心となっている。
2020年5月31日をもってイオンにおけるタルボットジャパン事業が終了となり、タルボットジャパンが運営していた全ての店舗の営業を終了した。